# Revolución de la chaucha
La revolución de la chaucha o revuelta de la chaucha fue una manifestación realizada los días 16 y 17 de agosto de 1949 en Santiago, la capital de Chile, con motivo del alza del valor del transporte colectivo en 20 centavos de peso (una «chaucha» en el lenguaje popular chileno).

## Historia

### Antecedentes
El periodo de los gobiernos radicales, iniciado en 1938 con la victoria del Frente Popular, estaba entrando en decadencia en 1949.
En noviembre de 1946 llegó al poder Gabriel González Videla, quien contaba con el apoyo del Partido Comunista y cuyo jefe de campaña era el poeta Pablo Neruda. Sin embargo, producto de la Guerra Fría que comenzaba, a mediados de 1947 González Videla cortó la alianza con los comunistas —en septiembre de 1948 promulgó la Ley de Defensa Permanente de la Democracia, que proscribió al Partido Comunista y persiguió al propio Neruda—.
Tras la salida de los comunistas del gobierno, el presidente González Videla no logró mantener suficiente respaldo político para constituir gabinetes estables. En agosto de 1947 se vio obligado a organizar un «gabinete de administración» que incluyó a militares y políticos independientes, como Jorge Alessandri, quien asumió como ministro de Hacienda. Una de las principales tareas del ministro Alessandri fue detener la inflación; aplicó medidas de estabilización de los sueldos y salarios, aunque no levantó la fijación de precios de artículos de primera necesidad. Finalmente logró detener la inflación, pero al costo de ganarse la enemistad de varios gremios que comenzaron una ola de paros.

### Desarrollo
El 12 de agosto de 1949 el gobierno decidió aumentar el precio del pasaje de la locomoción colectiva en $0,2 pesos o 20 centavos («una chaucha»), pasando de $1,4 a $1,6. El 16 de agosto los estudiantes salieron a protestar con el apoyo de empleados y obreros por las calles de Santiago.

En ese tiempo 20 centavos era plata. Fue un estallido popular que no tenía cabeza ni dirigentes visibles. La gente salió a la calle y las movilizaciones prendieron como paja de trigo.
Volodia Teitelboim, 2007.

La protesta incluyó a estudiantes y trabajadores –obreros, empleados y dueñas de casa–, quienes exigían la rebaja del precio del transporte a $1 mediante la consigna «Micros a un peso». Levantaron barricadas, apedrearon, incendiaron y volcaron automóviles y buses, y derribaron postes del tendido eléctrico. Por orden del Gobierno de González Videla, Carabineros y efectivos del Ejército atacaron a los manifestantes, lo que dejó un saldo de un centenar de heridos y una cifra indeterminada de muertos, que textos tardíos han hecho oscilar entre 4 y 30 fallecidos. En la prensa de la época, se mencionan tres víctimas fatales. Salvador Allende dijo haber visto once cuerpos en la morgue, pero sin poder asegurar si habían muerto en los enfrentamientos o no.
El escritor francés Albert Camus, quien se encontraba de paso por Santiago, habría relatado:

La tropa con casco y armada ocupa la ciudad. A veces dispara al blanco. Es el estado de Sitio. Durante la noche oigo disparos aislados.
Albert Camus, 1949.

Sin embargo, la expresión original del francés indica que Camus escuchó salvas o balas "de fogueo"
Al no tener alcances políticos de mayor envergadura que una demanda puntual, la revuelta se disolvió tras dos días de protesta.

### Reacciones y consecuencias
El gobierno quedó afectado por la revuelta y se vio forzado a revocar el alza en el precio del transporte. Además, el 7 de febrero de 1950 el presidente realizó un cambio de gabinete que incluyó al ministro de Hacienda Jorge Alessandri, quien fue reemplazado por Arturo Maschke.
Se considera que este movimiento fue la base para la creación del Comité Unido de Obreros (CUO), antecedente para la creación de la Central Única de Trabajadores (CUT) en 1953.